# Hippolyte Louis Gory
Hippolyte Louis Gory, född den 27 september 1800 i Paris, död där den 26 april 1852, var en fransk entomolog.
Gory ägnade sig främst åt skalbaggar. Bland hans talrika verk märks Histoire naturelle et iconographie des insectes coléoptères (band 2-4, 1837–1841; band 1 författades av Francis de Laporte de Castelnau) och Monographie des cétoines et genres voisins  (tillsammans med Achille Rémy Percheron, 1833).